# DEDuCT
A Base de dados de desregulação endócrina de produtos químicos e seus perfis de toxicidade (DEDuCT) é um banco de dados que compila as diversas informações sobre 686 EDCs, incluindo estrutura química bidimensional (2D) e tridimensional (3D), propriedades físico-químicas, preditas propriedades ADMET e descritores moleculares. A primeira versão foi publicada em 25 de abril de 2019 e é de livre acesso.
DEDuCT lista os finais mediados por endócrinos juntamente com a informação de dosagem correspondente e as perturbações no nível de sistemas observadas na exposição a EDC, que foi compilada a partir de experimentos publicados específicos para humanos ou roedores.